# Marbod
Marbod, lateinisch Maroboduus, (* um 30 v. Chr.; † 37 in Ravenna) war der bedeutendste markomannische Herrscher. Im Jahre 8 v. Chr. wurde Marbod König der Markomannen, eines suebischen Stammes, der im Maingebiet siedelte.

## Leben

### Frühe Jahre

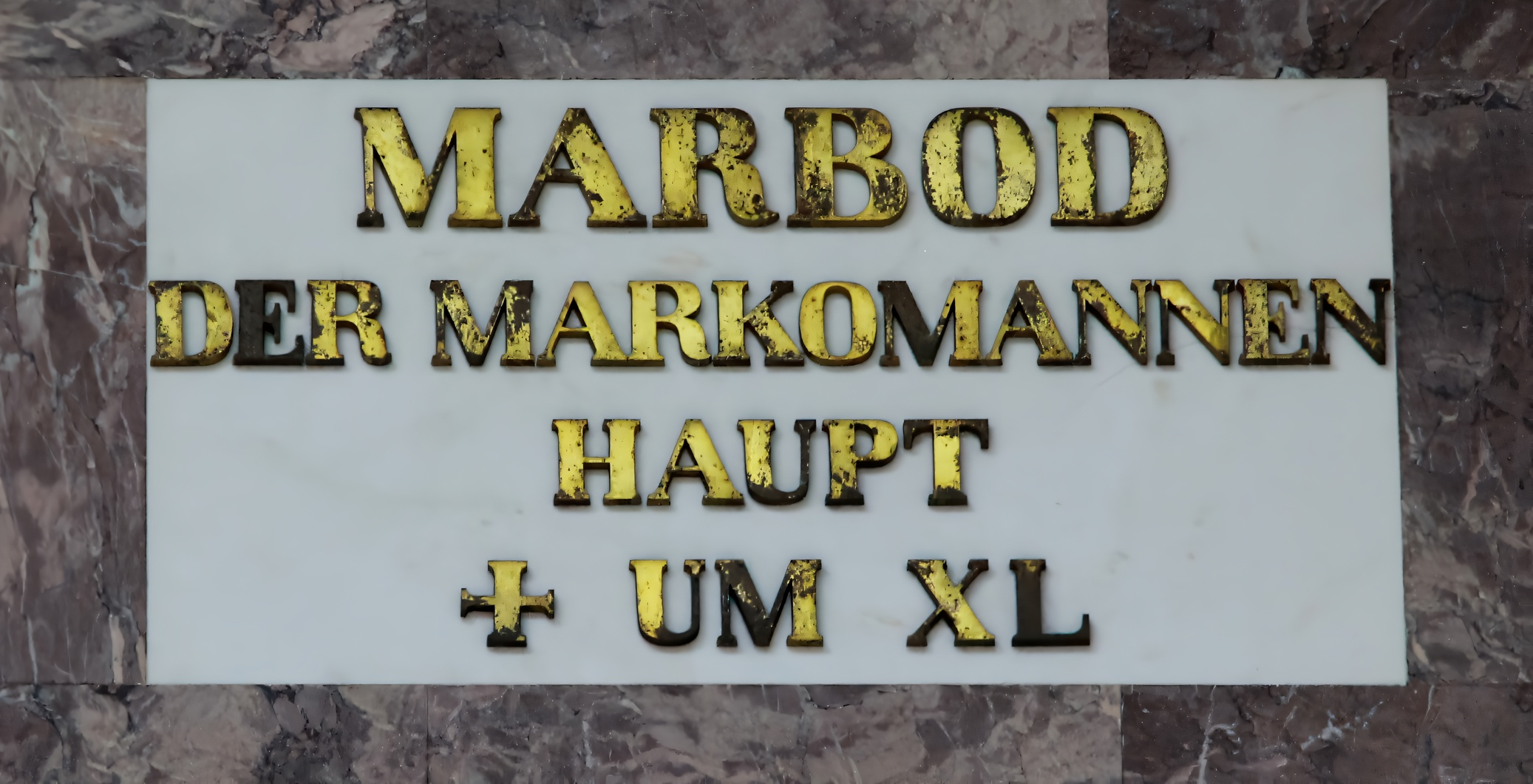
Marbod-Gedenktafel in der Walhalla Regensburg

Marbod stammte aus einer vornehmen Familie der Markomannen und wird als kräftig und mutig beschrieben. „Er besaß einen kühnen Geist und war mehr von seiner Abkunft als von seinen geistigen Fähigkeiten ein Barbar.“ Er habe als „Jüngling“ in Rom gelebt und dort „Wohltaten“ von Kaiser Augustus empfangen. Die genauen Umstände seines Aufenthaltes in Rom sind nicht bekannt, die Wohltaten des Augustus bestanden vermutlich in der Verleihung des Bürgerrechts, verbunden mit einer militärischen Ausbildung.

### Das Marbodreich in Böhmen
Marbod konnte mit römischer Genehmigung oder gar auf Veranlassung durch die Römer nach Germanien heimkehren. Die Markomannen waren 10 v. Chr. im Rahmen der Drusus-Feldzüge (12 bis 8 v. Chr.) vernichtend besiegt und 8 v. Chr. vom späteren Kaiser Tiberius zur Kapitulation gezwungen worden. Marbod übernahm danach aus eigener Initiative und wohl ohne römische Zustimmung die Führung des Stammes, zog mit ihm nach Osten und besetzte das von den Boiern verlassene Böhmen und nördliche Mähren. Mit dieser Maßnahme festigte er seine Herrschaft und bewahrte die Markomannen vor dem Ende ihrer politischen Selbständigkeit – denn Tiberius führte gerade damals Zwangsumsiedlungen zur Vernichtung der Macht der Suebenstämme durch. Außerdem wurde durch diese Abwanderung die Bildung einer eigenständigen Stammesidentität der Markomannen sehr gefördert. „Daß der aufrührerische Stamm Germanien den Rücken kehrte, könnte durchaus im römischen Interesse gelegen haben.“
Im dünn besiedelten Böhmen machte sich Marbod die dort lebenden Reste der Kelten und die schon früher eingewanderten Germanen friedlich zu Untertanen. Er nahm den Königstitel an und scharte um die Markomannen, teils durch kriegerische Aktivitäten gegen Nachbarvölker, einen von ihm beherrschten mächtigen Stammesbund, dem unter anderem Hermunduren, Semnonen und Lugier, in späterer Zeit auch die Langobarden angehörten. Sein Einflussbereich grenzte im Süden an die Donau, im Osten an die römische Provinz Pannonien und die Weichsel, im Norden an die Ostsee und im Westen an die Elbe.
König Marbod, der erstmals in der germanischen Geschichte einen größeren, relativ zentral geführten Herrschaftskomplex errichtete, gebot über ein nach römischer Taktik und Disziplin geschultes Heer mit einem Maximalaufgebot von 70.000 Mann Fußtruppen und 4000 Mann Reitertruppen. Da Marbods Macht vor allem auf seiner großen militärischen Gefolgschaft beruhte, wird er in der Forschung als Heerkönig betrachtet.
Nach römischem Vorbild ließ er sich einen befestigten Königssitz namens Marobudum bauen, der bis heute nicht genau lokalisiert werden konnte. Die römischen Quellen stellen freilich entsprechend der damaligen Propaganda die Stärke und Diszipliniertheit von Marbods Truppen übertrieben dar und behaupten, dass von ihnen eine Invasionsgefahr drohte. Damit sollte auch der spätere Angriffsplan des Augustus auf das Markomannenreich legitimiert werden.

### Römisch-Germanischer Krieg
Anfänglich waren die Beziehungen zwischen Rom und dem Marbodreich eher gut: „Der König pflegte […] ostentativ seine guten Verbindungen zu Augustus, schickte Gesandtschaften und öffnete sein Land dem römischen Handel.“ 5 n. Chr. erstreckte sich Marbods Reich bis an die mittlere Elbe und umfasste dort die Semnonen, „also genau jenen Stamm, der sich Tiberius nicht unterwerfen wollte. […] Die Schwierigkeiten (der Römer) an der Elbe rührten eindeutig daher, daß die Elbgermanen im Markomannenkönig einen Rückhalt fanden.“ Am östlichen Ufer der Elbe versammelten sich zunehmend elbgermanische, von Marbod abhängige Truppen.
Daher ordnete Augustus an, das Marbodreich als den letzten großen Machtblock in Germanien zu unterwerfen. Im Frühjahr 6 n. Chr. marschierte Tiberius mit sechs bis sieben Legionen von Carnuntum an der Donau durch das Marchtal nach Böhmen. Vom Westen her kämpfte sich Gaius Sentius Saturninus mit zwei oder drei Legionen entlang des Mains und später durch den Hercynischen Wald zu den Pässen des Böhmerwaldes vor. Dazu addierten sich germanische Hilfstruppen und Reiterei. Mit einer Stärke von ungefähr 70.000 Mann umfasste diese Armee zwei Fünftel des gesamten römischen Heeres. Kurz vor der Vereinigung der beiden Heeresgruppen brach jedoch der Pannonische Aufstand aus. Er griff auf ganz Illyrien über und gefährdete Makedonien und Italien. Tiberius schwenkte mit seinen Legionen sofort nach Süden in die Aufstandsgebiete ab.

### Waffenstillstand mit den Römern
Tiberius musste mit den Markomannen einen Friedensvertrag schließen, in dem die Römer den Status quo und den Königstitel von Marbod anerkannten. „Die offizielle Anerkennung seines Königstitels dürfte von einem reichen Strom wertvoller Geschenke und Handelsprivilegien begleitet gewesen sein.“ Die Römer behaupteten, sie hätten Marbod zum Frieden gezwungen, und Marbod (prahlte später): ‚Von zwölf Legionen unter Führung des Tiberius angegriffen, habe er den Ruhm der Germanen unversehrt erhalten.‘ Für die Römer entscheidend war, dass sich Marbod vom Pannonischen Aufstand fernhielt.
Nach der Niederschlagung des Aufstandes in Pannonien 8 n. Chr. hatte Tiberius einen großen Teil der Auxiliartruppen in die Heimatstandorte zurückgeschickt, doch zogen sich die Kämpfe in Dalmatien noch bis 9 n. Chr. hin. Die wahrscheinlichste Folge nach der Beseitigung dieser Gefahr wäre nun eine Wiederaufnahme des Feldzuges gegen Marbod gewesen. Doch mittlerweile war Publius Quinctilius Varus mit drei Legionen vom Niederrhein zu einem Marsch an die Weser aufgebrochen. Die Nachricht von dessen Niederlage erreichte Tiberius kurz vor der Überfahrt nach Italien.
Arminius bot Marbod nach der Varusschlacht 9 n. Chr. ein Bündnis gegen die Römer an und sandte ihm daher das Haupt des Varus, das der Markomannenherrscher jedoch Augustus ausliefern ließ und somit eine germanische Koalition ausschlug. Trotzdem erkannte Rom Marbod nie als offiziell verbündeten Klientelherrscher an. Zur Rache für die desaströse Niederlage der Römer führten Tiberius und Germanicus in den nächsten Jahren in Germanien Krieg gegen die Koalition des Arminius (Germanicus-Feldzüge), in dem sich Marbod neutral verhielt. Deshalb versagte ihm Rom militärische Unterstützung nach seinem 17 n. Chr. geführten Krieg gegen die Cherusker unter Arminius.

### Germanische Entscheidungsschlacht
Dieser 17 n. Chr. ausgebrochene innergermanische Konflikt sollte entscheiden, welcher der beiden Machtblöcke künftig den elbgermanischen Raum beherrschen würde. Aus der von römischen Moralvorstellungen geprägten Darstellung des Tacitus geht nicht klar hervor, welche Seite als Aggressor auftrat. Nachdem Germanicus mit seinen Legionen aus Germanien abberufen worden war, sei Arminius gegen eine zu starke Ausdehnung des Reiches von Marbod aufgetreten. Dass der Cheruskerfürst den Marbod als „Vaterlandsverräter“, der sich den Römern anbiedere, geschmäht habe, dürfte mit der ihm damit unterstellten national-patriotischen Einstellung kaum der historischen Wahrheit entsprechen. So bleiben die tatsächlichen Motive der Kontrahenten im Dunkeln. Tacitus malt Arminius als den strahlenden Kämpfer für die Freiheit und stellt ihm Marbod als Verkörperung von Willkürherrschaft gegenüber; diese Charakteristik gibt eher innenpolitische römische Vorstellungen des Senates über Freiheit gegen die Tyrannei eines Einzelnen wieder als reale Verhältnisse bei germanischen Stämmen.
Vor der Entscheidungsschlacht zwischen den gegnerischen germanischen Machtblöcken wurde die Streitmacht des Arminius durch den Zuzug von Semnonen und Langobarden verstärkt, die von Marbod abgefallen waren. Mit diesen hätte Arminius das Übergewicht besessen, wenn nicht sein Onkel Inguiomer mit seiner Gefolgschaft zu Marbod übergelaufen wäre und so wieder in etwa ein Gleichgewicht der Stärke der feindlichen Heere hergestellt hätte. Auch wenn also die Streitmacht des Marbod nicht mehr die alte Höchststärke ausmachte, so wird sie ohne Zweifel mehrere zehntausend Mann stark gewesen sein. Die natürlich recht vage Schätzung von 50.000 Mann erscheint realistisch. Zwar konnte die Schlacht von keiner Seite als Sieg betrachtet werden, doch scheute sich Marbod davor, den Kampf zu erneuern. Damit setzte er sich dem Vorwurf aus, dem Gegner das Feld überlassen zu haben. Arminius verstärkte den Eindruck einer gegnerischen Niederlage wohl noch propagandistisch; jedenfalls musste Marbod wegen der Schwächung seiner Heeresstärke durch zahlreiche Desertionen in sein Kernland zurückkehren.

### Zerfall des Marbodreichs und Exil
Der erfolglose Kampf gegen Arminius, subversive römische Interventionen – Kaiser Tiberius suchte die Germanenstämme durch Förderung innerer Zwistigkeiten zu schwächen – und die Opposition des Sippenadels führten zum Zerfall des Stammesbundes und zum Sturz Marbods im Jahre 18 n. Chr. Ein vom Markomannenkönig einst vertriebener Adliger, Catualda, der zu den Gotonen geflüchtet war, kam jetzt mit einem größeren Truppenaufgebot zurück und gewann andere markomannische Adlige durch Bestechung für seine Unterstützung. So konnte Catualda den Königssitz und die Festung von Marbod erobern. Dieser suchte sein Heil in der Flucht über die Donau nach Noricum zu den Römern, doch wurde er von Tiberius nicht für eine Rückkehr militärisch unterstützt. Stattdessen bezeichnete der Monarch Marbod in einer Senatsrede als größere Bedrohung als einst Pyrrhos I. und Antiochos III. für Rom, solange der Markomanne noch über sein Volk geherrscht hatte. Mit dieser übermäßigen Aufbauschung von dessen Gefährlichkeit wollte Tiberius wohl Marbods Sturz als einen Erfolg seiner nichtmilitärischen Germanenpolitik verkaufen. Der Kaiser war aber zum Angebot eines sicheren Geleits zur Grenze zurück oder eines würdigen Asyls in Italien bereit. Marbod entschied sich für letzteres und wurde in Ravenna festgesetzt, wo er 18 Jahre später starb. Eine Gedenktafel für Marbod fand Aufnahme in die Walhalla bei Regensburg.